# Тлокіня-Велика
Тлокіня-Велика (пол. Tłokinia Wielka) — село в Польщі, у гміні Опатувек Каліського повіту Великопольського воєводства.
Населення — 434 особи (2011).
У 1975-1998 роках село належало до Каліського воєводства.

## Демографія
Демографічна структура станом на 31 березня 2011 року:
|          | Загалом | Допрацездатний вік | Працездатний вік | Постпрацездатний вік |
| -------- | ------- | ------------------ | ---------------- | -------------------- |
| Чоловіки | 215     | 38                 | 153              | 24                   |
| Жінки    | 219     | 40                 | 118              | 61                   |
| Разом    | 434     | 78                 | 271              | 85                   |